# Guaíra (Paraná)
Guaíra is een gemeente in de Braziliaanse deelstaat Paraná. De gemeente telt 29.664 inwoners (schatting 2009).

## Aangrenzende gemeenten
De gemeente grenst aan Altônia, Mercedes, Terra Roxa en Mundo Novo (MS).

### Landsgrens
En met als landsgrens aan de gemeente Salto del Guairá in het departement Canindeyú met het buurland Paraguay.